# Lanzadera de clase Lambda
Las lanzaderas de clase Lambda son un tipo de nave espacial ficticia en el universo de ficción de Star Wars. Los Sistemas de Flota Sienar (un astillero ficticio de construcción de naves espaciales) fabrican este tipo de lanzaderas para el Imperio Galáctico.

## Aparición en las películas de la saga
La primera aparición de una lanzadera en la saga de películas Star Wars fue precisamente la aparición de una lanzadera de clase Lambda. Fue más concretamente en 1983, con el estreno del episodio VI (titulado Return of the Jedi). La nave se llamaba Tydirium y había sido robada por la Alianza Rebelde para poder penetrar en el sistema Endor, aterrizar en la luna boscosa de dicho sistema y desembarcar un comando secreto. Posteriormente se agregó en la edición especial del Star Wars: Episode V - The Empire Strikes Back. Joe Johnston, Ralph McQuarrie, y Nilo Rodis-Jamero tomaron elementos del skyhopper diseñado para Star Wars: Episode IV - A New Hope cuando refinaron la aparición de la lanzadera. Las primeras versiones eran cuadradas, parecidas a botes, o tenían componentes del TIE Fighter.
Los diseñadores de los modelos de Industrial Light & Magic construyeron dos modelos para fotografía, aunque se empleó la técnica de imagen generada por computadora para las naves en la versión especial del The Empire Strikes Back. La Lanzadera clase Theta en Star Wars: Episode III - Revenge of the Sith fue diseñada para parecer un predecesor de la clase Lambda.